# 史蒂夫·基恩
史蒂芬·"史蒂夫"·堅恩（英語：Stephen "Steve" Kean，1967年9月30日—）是一名蘇格蘭前足球運動員，司職翼鋒，於1980年代至1990年代曾分別效力蘇格蘭、英格蘭及葡萄牙的球會，退役後擔任教練，於2010年接替被革職的艾拿戴斯出任布力般流浪的領隊，直到2012年9月宣佈被迫辭職。

## 生平

### 球員
堅恩在格拉斯哥外圍新市鎮坎伯诺尔德（Cumbernauld）長大，入讀「圣莫里斯高校」（St. Maurice's High School）。畢業後加入些路迪成為職業球員，但一直無法躋身星光熠熠的一隊正選陣容。他於1987年獲借用到史雲斯，與當時隊中小將基斯·高文（Chris Coleman）結為好友，兩人的友情於球員生涯終結後仍然繼續。堅恩其後出國到葡萄牙加盟科英布拉大學，於上陣12場射入1球。

### 教練及領隊
堅恩在退役後擔任教練工作，先後效力雷丁、富咸、皇家蘇斯達及高雲地利，後三支球隊均出任基斯·高文的副手。由於堅恩在葡萄牙時學懂流利的葡萄牙語，於2008年6月有傳堅恩與車路士商討擔任巴西教頭史高拉利的助理領隊之職。
2009年8月4日布力般流浪領隊艾拿戴斯指派堅恩成為球隊新的一隊教練，取代返回米爾頓凱恩斯的卡爾·羅賓遜（Karl Robinson）。於2010年12月13日當艾拿戴斯被布力般流浪撤除職務後，堅恩獲委擔任看守領隊，12月22日更獲扶正至球季結束以證明他的領軍能力。2011年1月4日球會新東主「文姬集團」（Venkys）的主席阿奴拉·德賽（Anuradha Desai）透露將會提供一份兩至三年的新長約予堅恩執教球隊。1月20日布力般流浪證實堅恩簽署為期至2013年6月的合約。
布力般流浪的球迷對堅恩的任命非常不滿，在球場內外公開要求辭退堅恩。2011年11月，雖然球隊在聯賽榜成績墊底，但布力般流浪仍然在官網證實與堅恩簽訂改善條款的新約，惟合約年期沒有延長。事實上，直至同月份為止，按勝出率的統計，堅恩是自1992年英超成立後布力般流浪10任領隊中成績次差的一位，僅稍勝保羅·恩斯。
2012年4月8日，堅恩執掌布力般流浪的第60場賽事，作客0-3負於西布朗，使布力般流浪於聯賽尚餘6輪仍然處於降班區域內。這是他任教以來吃下的第30場敗仗，與其前任艾拿戴斯相比，雖然少負4場，但卻少賽多達30場。2012年4月27日對熱刺的比賽中，布力般流浪更錄得零射門的紀錄。2012年5月7日堅恩終於追平艾拿戴斯的敗仗數字，更比前者帶隊少賽25場，同時亦將布力般流浪來季送落英冠聯賽。
2012年9月28日，受到四面八方壓力的基恩被迫辭去布力般領隊一職。

## 外部連絡
- 足球資料庫：史蒂夫·堅恩的領隊統計數據
- Steve Kean departure leaves Blackburn needing to rebuild（页面存档备份，存于）